# ماجراهای آلیس در سرزمین عجایب (فیلم ۱۹۷۲)
ماجراهای آلیس در سرزمین عجایب (انگلیسی: Alice's Adventures in Wonderland) فیلمی در ژانر موزیکال و فانتزی به کارگردانی ویلیام تی. استرلینگ است که در سال ۱۹۷۲ منتشر شد.
خلاصه داستان:
آلیس و دو خواهرش برای قایق سواری روی رودخانه و گذراندن بعد از ظهر طلایی به پیک نیک میروند. بعد از صرف عصرانه مرد جوانی که آنها را همراهی میکند برای رفع کسالت آلیس و خواهرانش قصه ای جالب بازگو میکند و…

## بازیگران
- مایکل جیستن
- مایکل کراوفورد
- فلورا رابسون
- پیتر سلرز
- رالف ریچاردسون
- دادلی مور
- مایکل هوردرن
- ریچارد وارویک
- اسپیک میلیگان
- فیونا فولرتن